# U-286
U-286 — средняя немецкая подводная лодка типа VIIC времён Второй мировой войны.

## История
Заказ на постройку субмарины был отдан 5 июня 1941 года. Лодка была заложена 3 августа 1942 года на верфи Бремен-Вулкан под строительным номером 51, спущена на воду 21 апреля 1943 года. Лодка вошла в строй 5 июня 1943 года под командованием оберлейтенанта Вилли Дитриха.

### Флотилии
- 5 июня 1943 года — 31 июля 1944 года — 8-я флотилия (учебная)
- 1 августа 1944 года — 4 ноября 1944 года — 11-я флотилия
- 5 ноября 1944 года — 28 февраля 1945 года — 13-я флотилия
- 1 марта 1945 года — 29 апреля 1945 года — 11-я флотилия

### История службы
Лодка совершила 4 боевых похода. Подтверждённых побед не имела. 18 июля 1944 года в Северном море к югу от Норвегии лодку атаковал норвежский самолёт типа «Москито». Один член экипажа U-286 был убит, семеро получили ранения. Лодка получила повреждения и вернулась в Кристиансанн в тот же день.
U-286 вышла в свой последний боевой поход по различным данным из Харстада или Хаммерфеста 17 или 18 апреля 1945 года и должна была действовать в составе «волчьей стаи» с кодовым названием «Фауст», сформированной 16 апреля. Подлодки группы «Фауст» патрулировали сначала к востоку от Медвежьего острова, а с 22 апреля были направлены в район Кольского залива. Они имели приказ соблюдать радиомолчание до обнаружения конвоя противника. U-286 на связь не выходила и в базу не вернулась, что допускает различные гипотезы о её действиях и причинах гибели. 
Британские историки, в частности, Дэниэл Морган и Брюс Тэйлор, считают, что 29 апреля 1945 года U-286 у входа в Кольский залив провела успешную атаку самонаводящейся акустической торпедой по британскому фрегату HMS Goodall. В результате торпедного попадания и детонации боезапаса фрегату оторвало нос. Погибло 112 из 156 членов экипажа, включая командира корабля. Оставшаяся на плаву кормовая часть затоплена на следующий день артиллерией британского фрегата HMS Anguilla.

### Версии гибели
В англоязычных источниках указывается, что U-286 была потоплена 29 апреля 1945 года вскоре после торпедирования ею фрегата HMS Goodall в районе с координатами 69°29′ с. ш. 33°37′ в. д. глубинными бомбами с британских фрегатов HMS Loch Insh, HMS Anguilla и HMS Cotton. Эта версия подтверждается обнаружением в 2016 году поисковой экспедицией российского военно-морского флота в близких координатах (69°28,80′ с. ш. 33°36,70′ в. д.) остатков немецкой подводной лодки типа VII.
Советский эсминец «Карл Либкнехт», участвовавший в охранении конвоя ПК-9 (из Лиинахамари в Кольский залив), утром 23 апреля 1945 года неоднократно устанавливал гидроакустический контакт с подводными целями и проводил атаки глубинными бомбами. После очередной атаки, в 09:10 по московскому времени, в 50 метрах от борта эсминца на поверхности показалась подлодка с сильно поднятой кормой. У неё была разбита рубка, погнуты перископы и оборваны леера. Эсминец открыл артиллерийский огонь и, согласно отчёту, добился прямых попаданий 102-мм снарядами. Лодка скрылась под водой, оставив большое масляное пятно. В это время конвой находился к востоку от Рыбачьего полуострова. В советской историографии считалось, что в результате этой атаки была потоплена U-286. По версии российских исследователей, «Карл Либкнехт» атаковал случайно показавшуюся на поверхности немецкую подлодку U-997, но не сумел нанести ей повреждений.

## Комментарии
1. ↑  Некоторые источники приписывают U-286 потопление советского эсминца «Деятельный» 16 января 1945 года[1][2], другие относят эту победу на счёт U-956[англ.][3].
2. ↑  Самолёт принадлежал к 333 эскадрилье[англ.] Королевских ВВС Великобритании, действовавшей от лица правительства Норвегии в изгнании[англ.].
3. ↑  Немецкий историк Юрген Ровер приписывает эту атаку U-968[10].